# Lac Cherokee
Le lac Cherokee (Cherokee Lake), également connu sous le nom de Cherokee Reservoir, est un lac artificiel dans l'État américain du Tennessee formé par la retenue de la rivière Holston derrière le barrage de Cherokee.

## Hydrologie

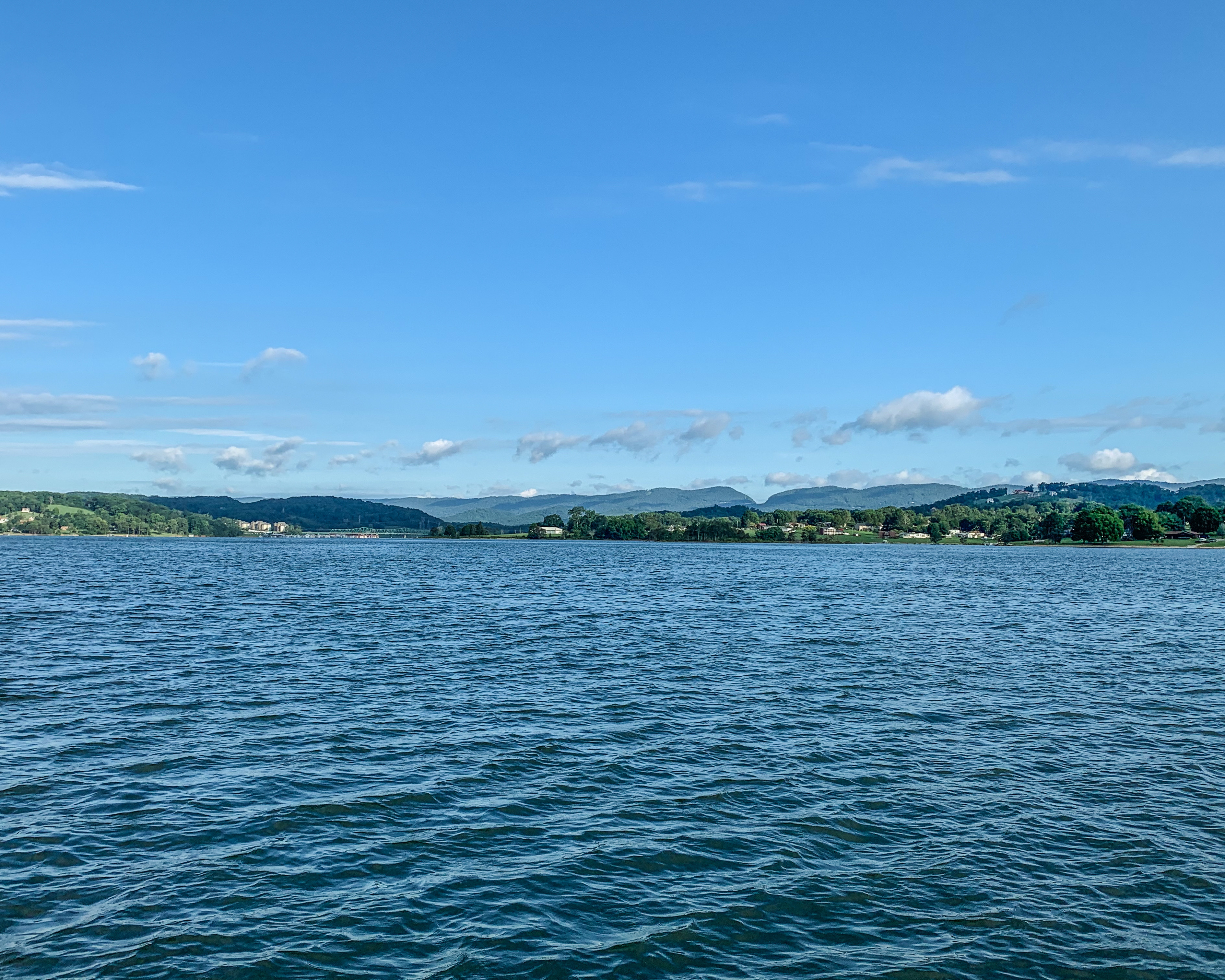
Cherokee Reservoir,German Creek;Bean Station

Le réservoir a une superficie d'environ 28 780 acres (11 647 hectares), une capacité de stockage des crues de 924 379 000 m3, et près de 400 milles (644 kilomètres) de rivage. Dans une année normale, le niveau d'eau du lac fluctue d'environ 27 pieds (8 mètres).
Afin de maintenir les concentrations d'oxygène dissous dans la rivière en dessous du barrage à des niveaux qui soutiennent la vie aquatique, des tuyaux perforés suspendus au-dessus du fond du réservoir Cherokee, sont utilisés pour injecter de l'oxygène dans l'eau du réservoir, et des dispositifs qui ressemblent à de grands ventilateurs sous-marins situés juste au-dessus du barrage sont utilisés pour pousser l'eau chaude oxygénée vers le bas jusqu'aux profondeurs où l'eau est libérée pour la production hydroélectrique.

## Géologie
Loam limoneux, ardoise et argile rouge (Ultisol) se trouvent généralement dans le bassin et le rivage environnant du lac Cherokee.

## Histoire naturelle
Achigan à grande bouche, doré noir, doré jaune, marigane, divers centrarchidae et les espèces habituelles de rough fish (en) se trouvent souvent dans le réservoir.

## Histoire
En 1940, la Tennessee Valley Authority (TVA) commença à acheter une propriété à Jefferson City et à Bean Station pour la construction du barrage Cherokee et la mise en réserve de la rivière Holston pour le lac Cherokee. De nombreux résidents abandonnèrent à contrecœur leurs fermes et leurs maisons pour la promesse par TVA d'un contrôle des inondations et d'une offre électricité. Pour Bean Station, les plans du projet Cherokee comprenaient la mise en retenue du site où la ville était à l'origine établie. Sur les 195 familles qui vivaient sur le site d'origine de Bean Station, 140 furent mandatées pour déménager. En raison de l'importance historique, de la taille et des problèmes potentiels de relocalisation présentés à Bean Station, les responsables de TVA et les membres de la communauté concernés se réunirent en 1941 pour discuter de l'avenir de la ville et de ses efforts de réinstallation. Une commission de planification du gouvernement de l'État et du personnel de TVA élaborèrent des plans pour des sites de déménagement de Bean Station. Après que la controverse soit née des négociations entre les propriétaires non désireux et la réticence des citoyens à déménager en tant que communauté, le projet de réinstallation communautaire prévu fut abandonné, les citoyens ayant déménagé de leur propre chef.
Le réservoir fut formé après la construction du barrage Cherokee près de la frontière Grainger-Jefferson. Le barrage, exploité par TVA, fut utilisé pour la production hydroélectrique et le contrôle des crues. Le barrage fut construit selon un calendrier serré; la construction commença le 1er août 1940 et se termina le 5 décembre 1941.
Le barrage et le réservoir furent nommés d'après la tribu amérindienne du même nom par TVA, comme avant la retenue de Holston, la région était autrefois habitée par la tribu. Le Great Indian Warpath, autrefois utilisé par le pionnier Daniel Boone, se trouve dans le bassin du réservoir.

## Économie

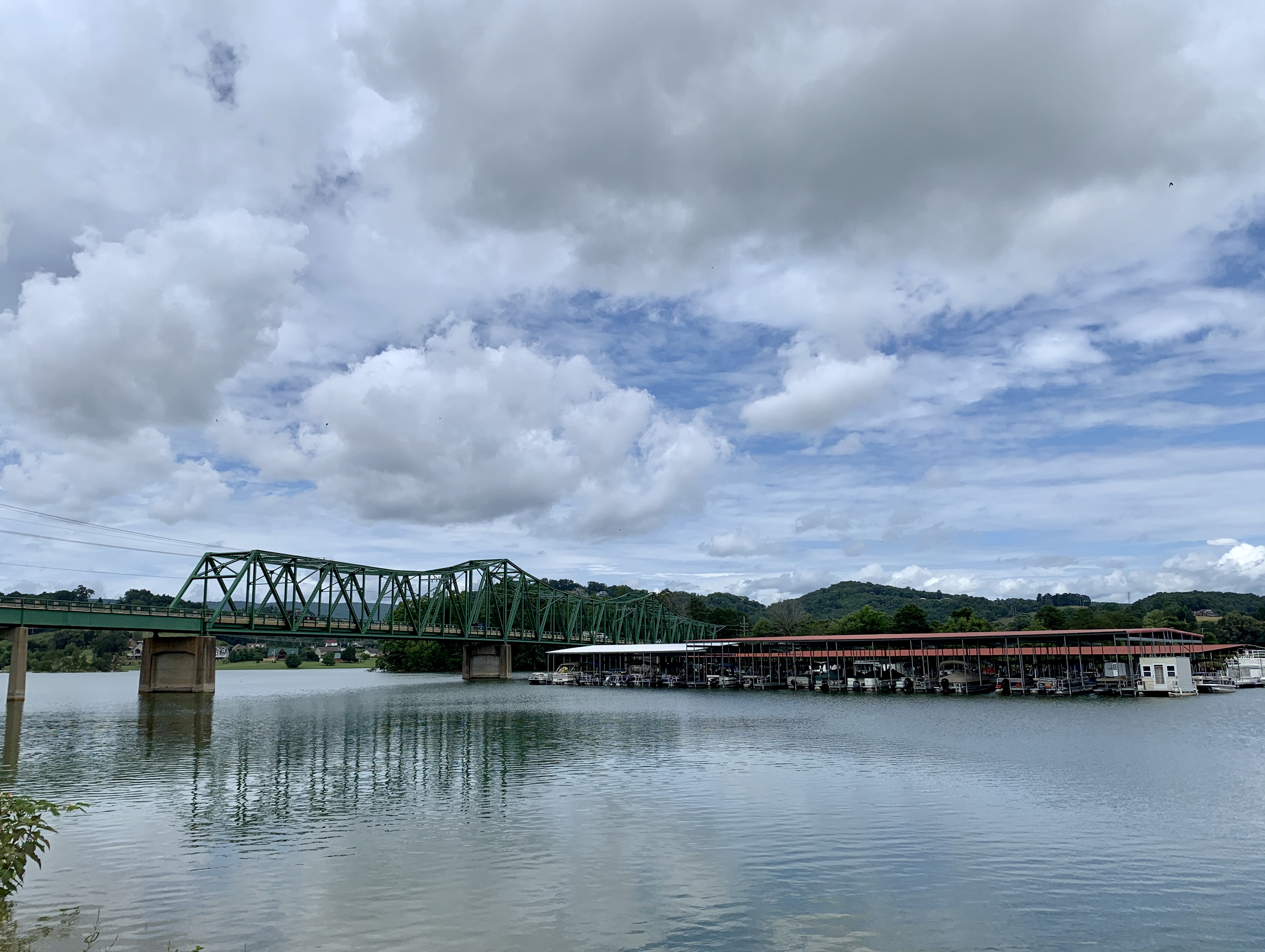
Marina située à côté de German Creek Bridge sur le lac près de Bean Station.

Récemment, le lac Cherokee connut une phase de transition importante en faisant une destination touristique populaire,. Les zones d'accès public pour la navigation de plaisance, le Panther Creek State Park et d'autres parcs publics, les quais pour bateaux commerciaux, les stations balnéaires au bord du lac, les terrains de camping pour camping-cars et tentes, et une zone de gestion de la faune sur les rives du lac attirent les adeptes de natation, la navigation de plaisance, canotage (comme le canoë, le kayak et le paddleboard), camping, sports nautiques et pêche . Le lac abrite également un club de voile et des régates sont organisées en saison sur ses eaux.
Étant donné que le lac a une plus grande densité de poissons que la plupart des réservoirs entretenus par TVA, il est devenu l'un des plus populaires pour les pêcheurs de la région de l' Est du Tennessee. En 2019, Cherokee Lake fut classé par Bassmaster n°20 des 25 meilleurs lacs de pêche à l'achigan dans le sud-est des États-Unis . En octobre 2020, le réservoir était le lieu du tournoi Bassmaster Eastern Open 2020.